# كهف مقل
كهف مقل هو كهف يقع في وادي بني خالد في محافظة الشارقة شمال سلطنة عمان. يقع بالقرب من برك المياه في مقل.